# Selvagem Grande
A Selvagem Grande é a maior ilha das ilhas Selvagens, parte integrante da Região Autónoma da Madeira, Portugal. Tem uma área de cerca de 5 km². A ilha pertence ao Grupo Nordeste, que inclui mais três ilhéus: Sinho, Palheiro do Mar e Palheiro da Terra.
As suas encostas são escarpadas, com algumas grutas. O seu ponto mais elevado é o Pico da Atalaia, com cerca de 163 metros de altura. Neste pico, em dias de boa visibilidade, consegue-se avistar, a sul, os 3.718 metros do Pico de Teide, da ilha de Tenerife, nas Canárias.
Das ilhas Selvagens, a Selvagem Grande é a única ilha que é habitada todo o ano. De duas em duas semanas, um barco da armada faz a ligação a esta ilha com o intuito de trocar a equipa de vigilantes do Parque Natural da Madeira, da equipa da Polícia Marítima (PM), de serviço no Posto do Comando-local da Polícia Marítima do Funchal nas ilhas Selvagens, bem como de levar mantimentos. Estes profissionais, além do trabalho de vigilância, asseguram, ainda, todo o trabalho científico de rotina, monitorizando diversos parâmetros ambientais, em terra e no mar (fauna e flora). Nesta ilha além do farol, existem duas cisternas para armazenar água.
A ilha está localizada a cerca de 280 quilómetros da ilha da Madeira e a cerca de 175 quilómetros das Canárias. A Espanha as reivindica como parte das Ilhas Canárias.

## História
A Selvagem Grande era alvo de expedições regulares de caça até à criação do Parque Natural da Madeira, e ao estabelecimento de um posto de vigilância permanente. Em 1976, foram realizadas várias expedições de caça a esta ilha, que dizimaram a população de cagarra ali existente, tendo sido abatidos juvenis e adultos, indiscriminadamente. Desde então a população tem vindo a crescer lentamente.
Existem vestígios de povoamento, como: socalcos, uma cisterna, condutas para água (levadas) e ainda um forno. Bem como a introdução de coelhos e, acidentalmente, de ratos, ambos contribuíram para a alteração da flora. Em 2002 iniciou-se um projecto que visa a erradicação de todas as espécies introduzidas.

## Fauna e flora

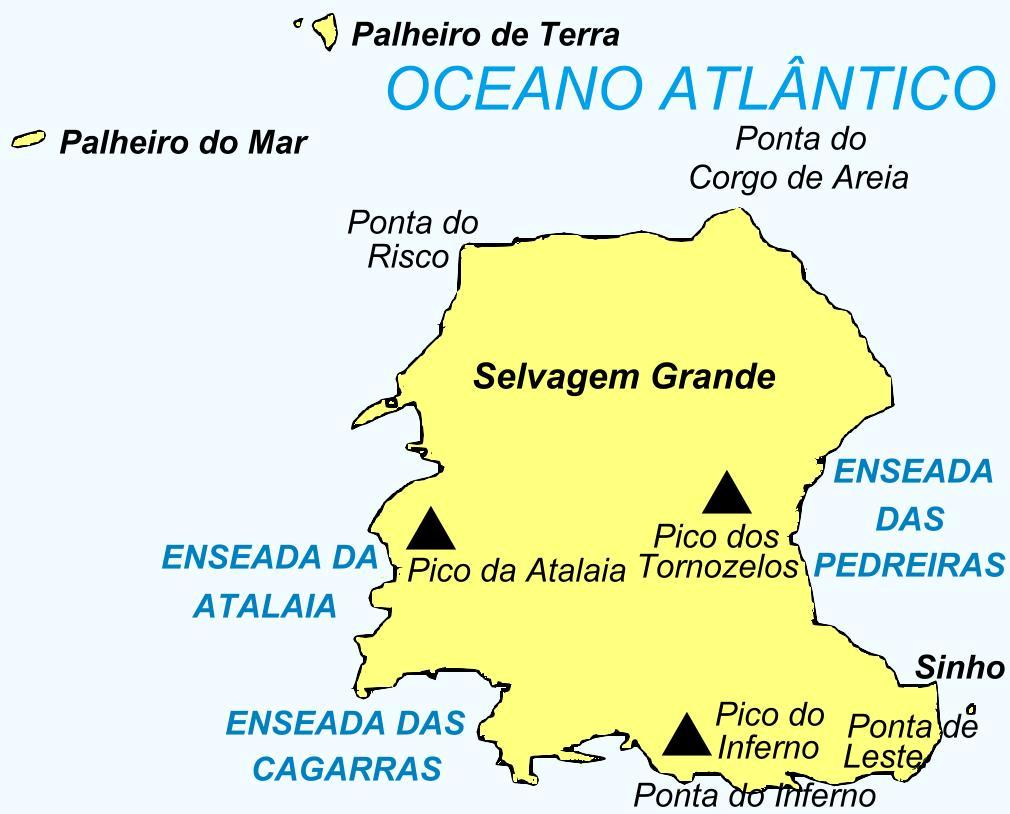
Mapa da Selvagem Grande

Na fauna da Selvagem Grande destacam-se: alma-negra, pintainho, roquinho, garajau-rosado, corre-caminho, calca-mar e cagarras. Estes dois últimos foram alvo de caça ilegal. De assinalar, também, uma espécie endémica de osga, a Tarentola boettgeri bischoffi.
Quanto à flora destaca-se: a urzela.